# Esplanade Alice-Milliat
L'esplanade Alice-Milliat est une voie située dans le 18e arrondissement de Paris, en France.

## Situation et accès
L'esplanade est située devant l'Arena Porte de la Chapelle, à l'angle du boulevard Ney et de l'avenue de la Porte de la Chapelle.

## Origine du nom
La voie porte son nom en hommage à Alice Milliat (1884-1957), nageuse, hockeyeuse et rameuse française.